# Lijst van alumni en medewerkers van de Universiteit van Curaçao
Hieronder een alfabetische lijst van bekende mensen die aan de Universiteit van Curaçao (voorheen de Universiteit van de Nederlandse Antillen) gestudeerd (alumni), of gewerkt hebben. In deze lijst worden alleen personen opgenomen die een eigen artikel hebben op Wikipedia.

## (Oud-)studenten
- Rhoda Arrindell
- Lourdes Alberto
- Marilyn Alcalá-Wallé
- Evelina Betancourt-Anthony
- Dayanara Chin-A-Lien-Roozendal
- Paul Comenencia
- Mike Eman
- Quincy Girigorie
- Nicole Henriquez
- Nina den Heyer
- Jeroen Heuvel
- Nina den Heyer
- Nicole Hoevertsz
- Zita Jesus-Leito

- Hensley Koeiman
- Olindo Koolman
- Ruthmilda Larmonie-Cecilia
- Diana Lebacs
- Giselle Mc William
- Ana-Maria Pauletta
- Joyce Pereira
- Lizanne Richards-Dindial
- Maria van der Sluijs-Plantz
- Glenn Sulvaran
- Evelyn Wever-Croes
- Reginald de Windt

## (Oud-)medewerkers
- Mito Croes
- Margo Groenewoud
- Troetje Loewenthal
- Fridi Martina
- Rutsel Martha
- Nelson Navarro
- Marcel van der Plank
- Javier Silvania
- Jackie Voges
- Mathijs ten Wolde

## (Oud-)hoogleraren
- Rose Mary Allen
- Jeanne de Bruijn
- Gregor van der Burght
- Frank Martinus
- Alejandro Felippe Paula
- René Römer
- Wim Rutgers
- Ronald Severing
- Roel in 't Veld
- Kees van der Wolf

## Eredoctoraten
- 1984 - Antoine Maduro
- 1987 - Jaime Lusinchi
- 1995 - Carlos Dip
- 2013 - Elis Juliana
- 2017 - Bob Pinedo
- 2023 - Sidney Joubert
- 2023 - Maria Liberia-Peters
- 2024 - Fred Chumanceiro